# Трапицын, Азарий Иванович
Аза́рий Ива́нович Трапи́цын (1884 — декабрь 1935) — русский художник, живописец-пейзажист. Большинство работ связаны с природой Поволжья.

## Биография
Азарий Иванович Трапицын родился в селе Поломское Орловского уезда Вятской губернии в семье священника. Учился в духовной семинарии. В 1903 году поступил в Казанское художественное училище, по его окончании в 1910 году поступил в Московское училище живописи, ваяния и зодчества, где занимался у знаменитых «передвижников» Л. О. Пастернака, Н. А. Касаткина, С. В. Малютина, А. А. Архипова, был знаком и общался с К. А. Коровиным, также преподававшим в училище. Среди всех преподавателей А. И. Трапицын выделял А. М. Васнецова, оказавшего на него, по признанию художника, наибольшее влияние.
После окончания Московского училища А. И. Трапицын уехал в Вологду, где служил священником его старший брат Александр. Когда Трапицын-старший отправился по службе в Симбирск, А. И. Трапицын в 1920 году перебрался туда вслед за ним). В Симбирске А. И. Трапицын вплоть до 1933 года преподавал рисование в дорожно-строительном отделении Ульяновского строительного техникума. Уволенный из-за сокращения штатов, он больше года проработал в городке Лысково Горьковской области, а затем, уже больной и одинокий, уехал в Горький, где и умер в декабре 1935 года. 
В дальнейшем большинство его работ «ульяновского периода» были переданы племянницей живописца в Ульяновский областной краеведческий музей. Судьба ранних картин А. И. Трапицына до сих пор неизвестна. Бесследно пропали полотна, написанные им в 1918—1920 годы в поездках по Кавказу, по старинным городам Вологодской, Вятской, Костромской губерний, по берегам реки Унжи. 
Брат художника — Александр (Трапицын) — был неоднократно арестован органами ОГПУ — НКВД РСФСР (в 1923, 1933 и 1937 гг.) и расстрелян в 1938 году (канонизирован как новомученик в 2000 году).

## Творчество
Манера письма А. И. Трапицына определяется пуантилистическим, точечным мазком, приёмом, открытым импрессионистами. Центральным местом в творчестве художника была река. А. И. Трапицын проехал по всей Средней Волге, оставив на своих полотнах образы жигулёвских просторов, островов у Симбирска и Камского устья, берегов у Нижнего Новгорода, города Лысково и близлежащего села Исады.

…Он поэт современной Волги, умеет её увидеть и умеет её показать. Всё Среднее Поволжье проходит на его полотнах. Скоро Волга, отражённая в его творчестве, отойдёт в область прошлого. Волгострой уже к концу этой пятилетки преобразит её.— Газета «Пролетарский путь», 1933 г.
А. И. Трапицын активно участвовал во многих московских выставках: Товарищества независимых (1911 год), Группы московских художников (1913 год), Ассоциации московских художников, организованной Д. Д. Бурлюком (1914 год). Являясь одним из членов Северного кружка любителей изящных искусств в Вологде, принимал участие в художественных выставках, организованных членами кружка. В Ульяновске и в Казани неоднократно проходили выставки Трапицына, организованные Объединением ульяновских художников. На своих картинах художник делает своеобразные посвящения: на одной из самых радостных и светлых — панораме весеннего симбирского подгорья — посвящение товарищам по искусству, на лирическом полотне «Болото» — «тем, кому мы не нужны и бесполезны».

## Собрания
- Ульяновский областной художественный музей (более 50 живописных и графических работ)[4]
- Вологодская областная картинная галерея

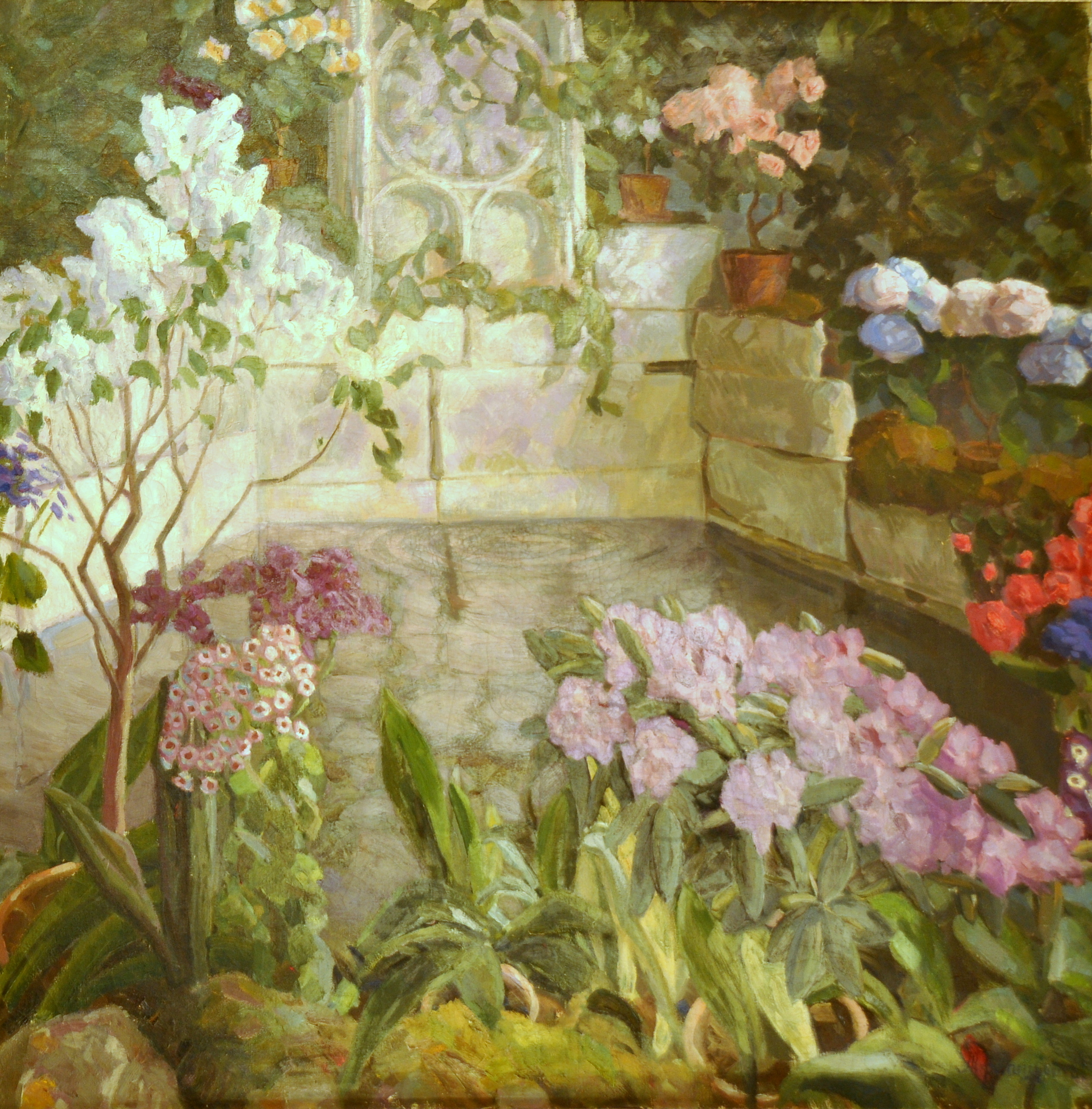
Водоём. Ок. 1911 г. Вологодская областная картинная галерея
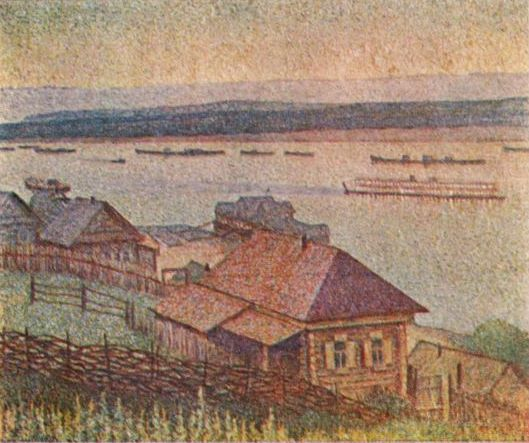
Сумерки. 1931 г. Ульяновский областной художественный музей